# GM Iron Duke
Iron Duke (также называемый 151, 2500, Pontiac 2.5 и Tech IV) — рядный четырёхцилиндровый поршневой двигатель внутреннего сгорания объёмом 2,5 л, выпускавшийся с 1977 по 1993 год подразделением Pontiac компании General Motors. Он применялся в различных автомобилях GM в 1980-х годах, а также поставлялся компании American Motors Corporation (AMC). 
Двигатель был спроектирован для топливной экономичности, плавной работы и длительного срока службы. Общий объём производства двигателей Iron Duke оценивается в 3,8—4,2 миллиона единиц.

## Первые применения
Первые применения двигателей Iron Duke были в 1977 году в малолитражных автомобилях Astre и Sunbird и в компактном автомобиле Phoenix. С 1978 года двигатели устанавливались на автомобили Chevrolet Monza и Oldsmobile Starfire.
В 1979 модельном году двигатели Iron Duke были значительно переработаны. Головка блока цилиндров с обратным потоком была заменена конструкцией с поперечным потоком, был установлен двухкамерный карбюратор «Vara-Jet», распределитель был перемещён, а размер масляного поддона был уменьшен. Единственные детали, позаимствованные у двигателей, выпущенных в 1978 году — шатуны. Пиковая мощность увеличена до 90 л. с.
В 1980 году двигатели Iron Duke были переделаны для поперечной установки в целях соответствия переднеприводным автомобилям на платформе X-body. Также была изменена схема расположения болтов раструба в целях соответствия двигателю General Motors 60° V6.

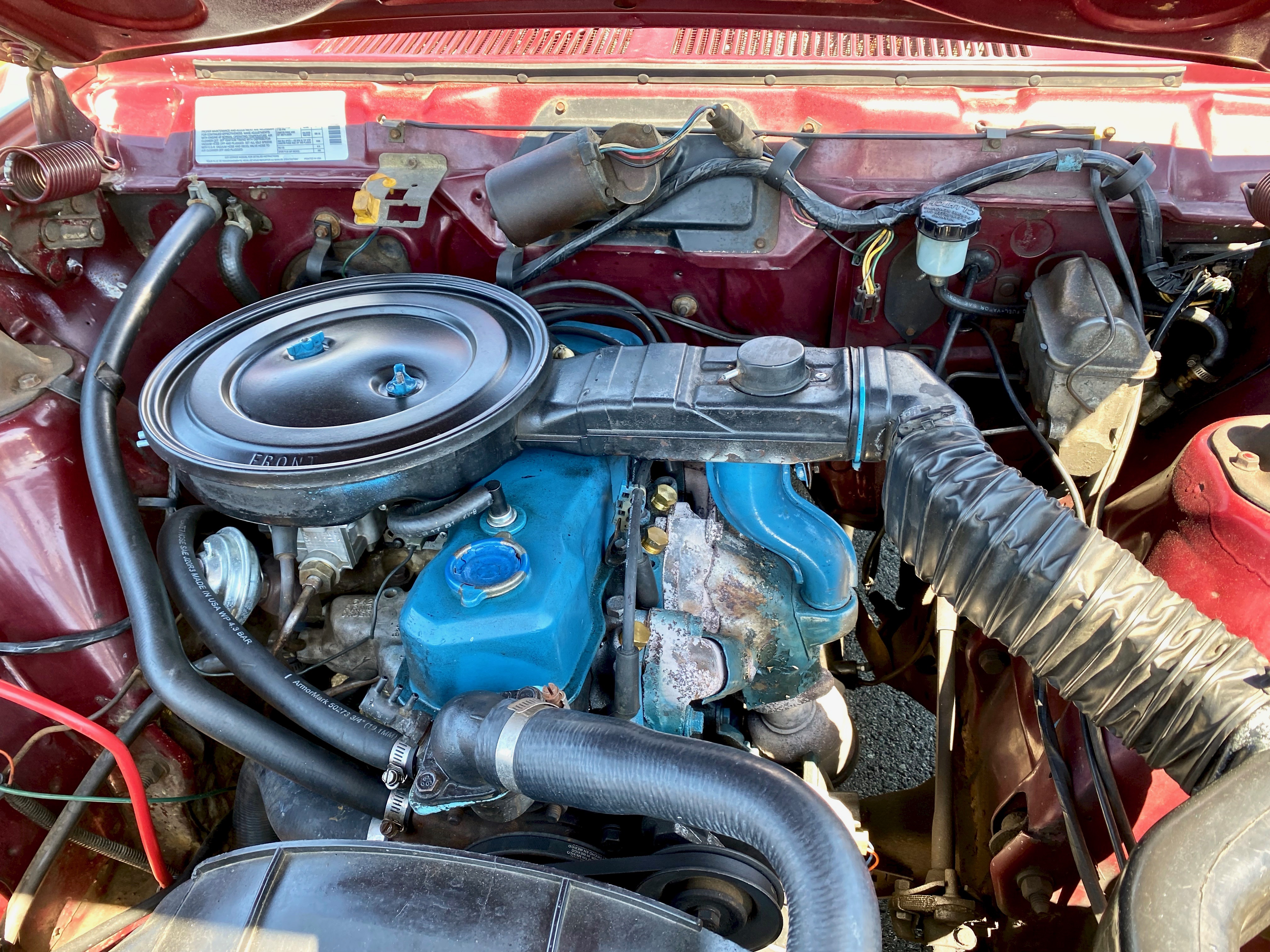
1982 AMC Spirit с двигателем Iron Duke

Начиная с 1980 модельного года, двигатели Iron Duke поставлялись компании American Motors Corporation (AMC). Они применялись в моделях AMC Spirit, AMC Concord, AMC Eagle и Jeep CJ. После 1982 года четырёхцилиндровый двигатель, применявшийся в заднеприводных автомобилях AMC, был снят с производства. В течение 1983 года на AMC Eagle вместо двигателя Iron Duke устанавливался 2,5-литровый четырёхцилиндровый двигатель, разработанный компанией AMC. С 1980 по 1983 год двигатели Iron Duke также применялись в Jeep CJ.
| Год  | Мощность                             | Крутящий момент            |
| ---- | ------------------------------------ | -------------------------- |
| 1978 | 63 кВт (85 л. с.) при 4400 об/мин:40 | 167 Н⋅м при 2800 об/мин:40 |
| 1979 | 67 кВт (90 л. с.)                    | 174 Н⋅м                    |
| 1980 | 67 кВт (90 л. с.) при 4000 об/мин:47 | 182 Н⋅м при 2400 об/мин:47 |
| 1981 | 63 кВт (84 л. с.) при 4000 об/мин    | 169 Н⋅м при 2400 об/мин    |

- 1981—1982 AMC Concord
- 1981—1983 AMC Eagle
- 1980—1982 AMC Spirit
- 1980—1981 Buick Skylark
- 1980—1981 Chevrolet Citation
- 1978—1980 Chevrolet Monza
- 1980—1983 Jeep CJ
- 1980—1981 Oldsmobile Omega
- 1978—1980 Oldsmobile Starfire
- 1977 Pontiac Astre
- 1977—1981 Pontiac Phoenix
- 1977—1980 Pontiac Sunbird
- 1977 Pontiac Ventura

## Tech IV
Tech IV — инжекторный двигатель, запущенный в производство в 1982 году. Выходная мощность — 67 кВт (90 л. с.).
В 1984 году степень сжатия была увеличена с 8,25:1 до 9,0:1, а мощность — на 1,5 кВт (2 л. с.). В 1985 году были установлены роликовые подъёмники, улучшенные подшипники и обновлённый коленвал. В 1987 году было внесено несколько существенных изменений: улучшенная головка блока цилиндров, впускной коллектор, модуль впрыска топлива в корпус дроссельной заслонки, более современный змеевидный ремень с автоматическим подпружиненным натяжителем для аксессуаров, а также безраспределительная система зажигания (DIS). Мощность была увеличена до 73 кВт (98 л. с.). В 1988 году был добавлен балансирный вал для сглаживания вибраций двигателя. До этого в двигателе использовалось верхнее переднее крепление, закреплённое к крышке капота автомобиля, что помогало контролировать вибрацию. В разные годы в процессе модернизации двигателя Tech IV устанавливались новые поршни, шатуны, коленчатый вал и система смазки внутри поддона. Мощность была увеличена до 82 кВт (110 л. с.) при 5500 об/мин. Во всех двигателях Iron Duke, выпущенных в 1978—1990 годах, использовалась шестерня распределительного вала Micarta, которая входила в зацепление непосредственно со стальной шестерней на коленвалу. В двигателях с VIN-кодами R и U, выпущенных в 1991—1992 годах, вместо этого использовалась цепь ГРМ.

Автомобили Grumman LLV (Long Life Vehicle), выпускавшиеся с 1987 по 1994 год для Почтовой службы США, первоначально оснащались двигателем Iron Duke. Спецификации почтовой службы предусматривали 24-летний срок службы, и автомобили с 2,5-литровым двигателем превзошли ожидания.

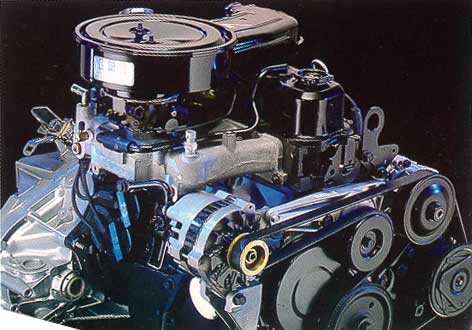
Двигатель «Tech IV»
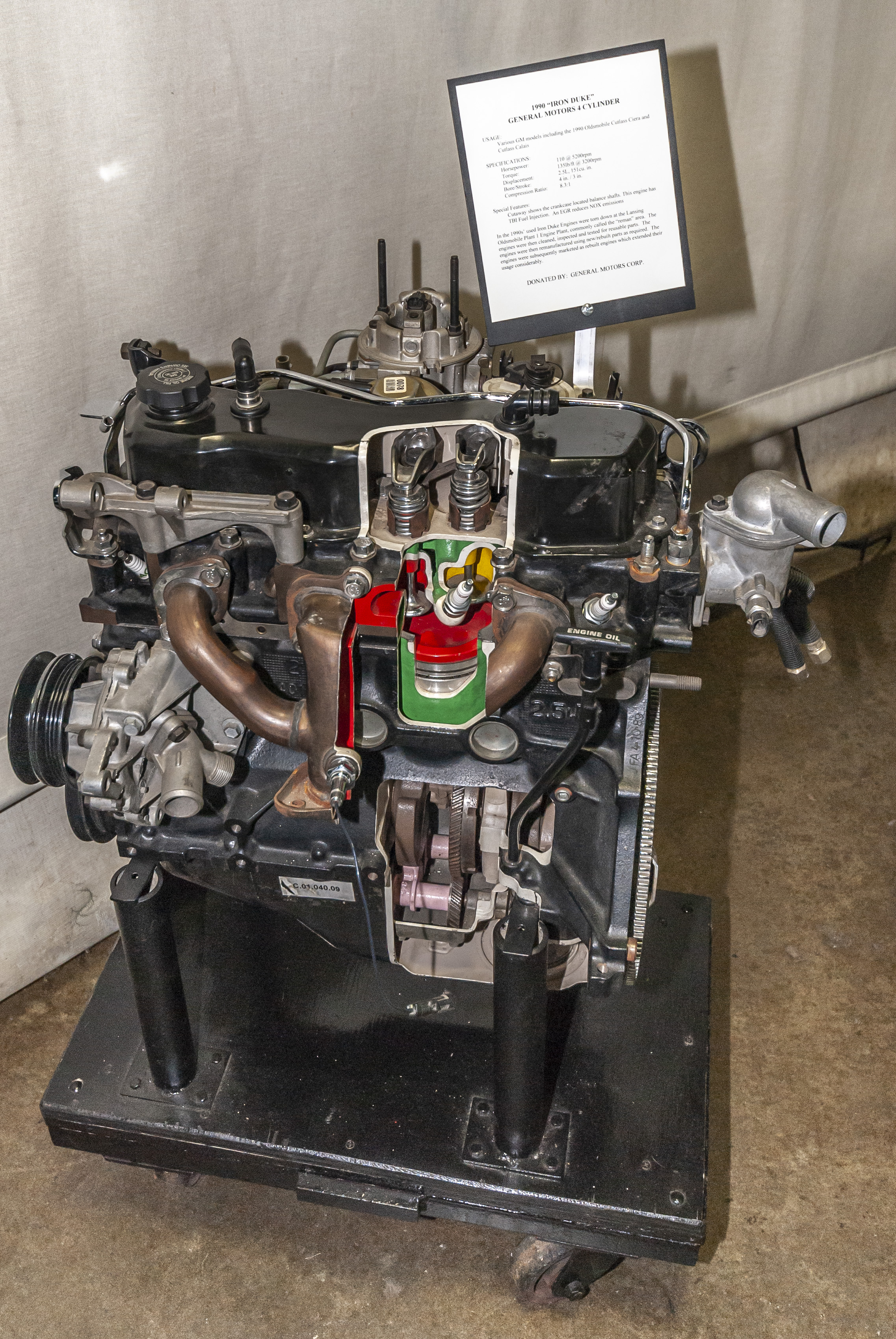
1990 GM Iron Duke с разрезанными деталями

- 1982—1992 Buick Century
- 1982—1991 Buick Skylark
- 1985—1987 Buick Somerset/Somerset Regal
- 1985—1990 Chevrolet Astro Cargo Van
- 1982—1985 Chevrolet Camaro
- 1982—1990 Chevrolet Celebrity
- 1990—1992 Chevrolet Lumina
- 1985—1993 Chevrolet S-10
- 1985—1987 Chevrolet S-10 Blazer
- 1985—1987 GMC S-15 Jimmy
- 1985—1993 GMC S-15/GMC Sonoma
- 1985—1990 GMC Safari Cargo Van
- 1987—1994 Grumman LLV (USPS)
- 1985—1991 Oldsmobile Calais/Cutlass Calais
- 1982—1992 Oldsmobile Cutlass Ciera
- 1982—1991 Pontiac 6000
- 1984—1988 Pontiac Fiero
- 1982—1985 Pontiac Firebird
- 1985—1991 Pontiac Grand Am

## Super Duty
| Объём                   | Ход поршня           |
| ----------------------- | -------------------- |
| 2,1 л (131 куб. дюйм)   | 2 3⁄5 ″ (66,0 мм)    |
| 2,5 л (151 куб. дюйм)   | 3 ″ (76,2 мм)        |
| 2,7 л (163 куб. дюйма)  | 3 1⁄4 ″ (82,6 мм)    |
| 3,0 л (182 куб. дюйма)  | 3 5⁄8 ″ (92,1 мм)    |
| 3,2 л (198 куб. дюймов) | 3 15⁄16 ″ (100,0 мм) |

Super Duty — двигатели рабочим объёмом 2,1—3,2 л, применявшиеся в спортивных автомобилях. 2,7-литровый двигатель Super Duty мощностью 173 кВт (232 л. с.) устанавливался на 1984 Fiero Indy Pace Car. Максимальная скорость — 222 км/ч.
Компания Cosworth также выпустила 3,0-литровый 16-клапанный двигатель с двойным верхним расположением кулачков (Cosworth Project DBA, 1987).